# Talos
Talos (podle řecké mytologické postavy jménem Talós) byl drobným masožravým dinosaurem (teropodem) z čeledi Troodontidae, který žil asi před 76 miliony let (stupeň kampán) na území dnešního Utahu (USA).

## Historie objevu
Fosilie tohoto svrchnokřídového dinosaura byly objeveny v usazeninách geologického souvrství Kaiparowits. Holotyp nese označení UMNH VP 19479 a jedná se o částečně zachovanou postkraniální kostru nedospělého jedince (včetně kostí předních i zadních končetin, pánve, částí zádových obratlů a výběžků ocasních obratlů). Zkameněliny tohoto dinosaura byly objeveny roku 2008 a popsány týmem paleontologů v roce 2011. Druhové jméno je poctou paleontologovi Scottu D. Sampsonovi, který se podílel na výzkumu.

## Popis
Talos byl menší dravý dinosaurus, dosahoval délky asi 2 metry a hmotnosti kolem 20 až 38 kilogramů. Výška v nejvyšším bodě hřbetu se pohybovala kolem 60 cm. Jeden ze srpovitých drápů dinosaura byl poškozen, což svědčí o jeho funkci coby zbraně, pomáhající v lovu. Blízkými příbuznými tohoto dinosaura byly rody Byronosaurus, Saurornithoides, Zanabazar a Troodon.
Mezi hlavní predátory tohoto menšího teropoda mohl patřit velký tyranosauridní teropod druhu Teratophoneus curriei.